# VC Barre
Baran Çelik, được biết đến với nghệ danh VC Barre, (sinh ngày 29 tháng 9 năm 2003) là một rapper người Thụy Điển đến từ Valsta, Märsta. Anh được biết đến nhiều nhất qua sự hợp tác với người đồng hương Adaam, cũng là một rapper. Họ đồng sáng lập công ty thu âm và nhóm hip hop Grind Gang Music cùng với D50.

## Danh sách đĩa nhạc
- 2022 - Young&Strapped